# Gustavo Sant'Ana Santos
Gustavo Sant'Ana Santos (sinh ngày 23 tháng 2 năm 1995), thường gọi là Gustavo, là một cầu thủ bóng đá người Brasil hiện tại thi đấu ở vị trí hậu vệ cho Đông Á Thanh Hóa.

## Sự nghiệp câu lạc bộ

### Đông Á Thanh Hóa
Ngày 21 tháng 7 năm 2022, Gustavo gia nhập Đông Á Thanh Hóa trong nửa sau mùa giải 2022 V League 1. Anh thi đấu hầu hết các trận cho Thanh Hóa. Kết thúc mùa giải, anh thi đấu 14 trận và giành được huy chương đồng cúp Quốc gia 2022 cùng đội bóng. Cuối năm 2022, anh kí hợp đồng mới và tiếp tục thi đấu cho Đông Á Thanh Hóa.
Mùa giải 2023, Gustavo là mảnh ghép không thể thiếu trong đội hình Thanh Hóa và tiếp tục được câu lạc bộ giữ lại. Anh thi đấu xông xáo năng nổ, thể hiện sức mạnh ở hàng thủ đội bóng xứ Thanh. Ngày 17 tháng 4 năm 2023, anh ghi bàn thắng đầu tiên cho câu lạc bộ trong chiến thắng 5-3 trên sân nhà trước Hồng Lĩnh Hà Tĩnh. Ngày 22/7/2023 trong chiến thắng giòn giã 3-0 trước Hải Phòng, anh đã ghi được 1 cú đại bác không thể cản phá, khiến thủ môn Đình Triệu bó tay. Cho đến hiện tại anh đã có 4 bàn thắng sau 14 trận đá chính cho Thanh Hóa.

## Thống kê sự nghiệp
| Câu lạc bộ             | Mùa giải               | Giải đấu               | Giải đấu | Giải đấu | Cúp quốc gia | Cúp quốc gia | Châu lục | Châu lục | Khác | Khác | Tổng cộng | Tổng cộng |
| Câu lạc bộ             | Mùa giải               | Hạng                   | Trận     | Bàn      | Trận         | Bàn          | Trận     | Bàn      | Trận | Bàn  | Trận      | Bàn       |
| ---------------------- | ---------------------- | ---------------------- | -------- | -------- | ------------ | ------------ | -------- | -------- | ---- | ---- | --------- | --------- |
| Viettel                | 2019                   | V League 1             | 9        | 0        | —            | —            | —        | —        | —    | —    | 9         | 0         |
| Sài Gòn                | 2019                   | V League 1             | 12       | 0        | —            | —            | —        | —        | —    | —    | 12        | 0         |
| Sông Lam Nghệ An       | 2020                   | V League 1             | 17       | 2        | 0            | 0            | —        | —        | —    | —    | 17        | 2         |
| Than Quảng Ninh        | 2021                   | V League 1             | 11       | 0        | —            | —            | —        | —        | —    | —    | 11        | 0         |
| Đông Á Thanh Hóa       | 2022                   | V League 1             | 13       | 0        | 1            | 0            | —        | —        | —    | —    | 14        | 0         |
| Đông Á Thanh Hóa       | 2023                   | V League 1             | 17       | 4        | 1            | 0            | —        | —        | —    | —    | 18        | 4         |
| Đông Á Thanh Hóa       | 2023-24                | V League 1             | 7        | 0        | —            | —            | —        | —        | 1    | 1    | 8         | 1         |
| Đông Á Thanh Hóa       | Tổng cộng              | Tổng cộng              | 37       | 4        | 2            | 0            | 0        | 0        | 1    | 0    | 40        | 5         |
| Tổng cộng (ở Việt Nam) | Tổng cộng (ở Việt Nam) | Tổng cộng (ở Việt Nam) | 86       | 6        | 2            | 0            | 0        | 0        | 1    | 0    | 89        | 7         |

Tính đến ngày 1 tháng 1 năm 2024

## Thành tích

### Đông Á Thanh Hoá
- Cúp Quốc gia:

 Vô địch: 2023
 Hạng 3: 2022
- Siêu cúp quốc gia:

 Vô địch: 2023